# Oratorio di Sant'Apollonia
L'oratorio di Sant'Apollonia è una piccola chiesa sita a Costabissara (Vicenza) in via Roma, all'inizio del tratto di strada anticamente denominato de la Fontana di Fabri dal nome della sorgente che sgorgava vicino all'edificio. 
Comunemente conosciuto per la dedicazione a Sant'Apollonia, inizialmente esso venne dedicato anche alla Madonna della Salute.
Venne fatta erigere nel 1642 dal curato bissarese Teodoro Bacchi, rettore della chiesa parrocchiale di Torreselle, proprietario di un fabbricato e di un appezzamento di terreno nel quale aveva già chiesto il permesso di costruirci una chiesa nel 1640.

## Storia
Nel 1640 Scipio Casonus, vicario generale di Vicenza, concesse il permesso di costruzione: l'edificio venne inaugurato il 22 aprile 1642 durante la festa di San Teodoro  (come ricorda la lapide posta sopra la sacrestia). Il 14 settembre 1675 il Bacchi con un lungo testamento regalò alla chiesa alcuni beni e chiese per sé la sepoltura sotto il loculo pavimentale ai piedi del presbiterio dell'oratorio. Nel 1648 la sua tomba doveva essere demolita per ordine del vescovo di Vicenza cardinale Marcantonio Bragadin, ma l'ordine non fu rispettato. Nello stesso anno la testimonianza scritta della visita pastorale documenta già la mancanza di una delle due campane del piccolo campanile a vela. Dal 15 ottobre 1684 il loculo ospita i resti del Bacchi.
Dell'edificio non si hanno più notizie storiche fino al 1809, anno di datazione del Catasto Napoleonico in cui viene registrato come proprietà del Monte di Pietà di Vicenza. Nel 1839 viene custodito dai parroci del paese e nel 1853 diventa di proprietà della Congregazione di Carità di Vicenza.
All'edificio vennero tolte le campane del campanile, ma fu sempre attivo: fece da chiesa parrocchiale in periodo di emergenza e accolse le salme dei 5 bissaresi uccisi a Vicenza nel bombardamento del 18 novembre 1944. La campane probabilmente furono spostate nella torre campanaria della chiesa parrocchiale.

## Struttura
L'oratorio si presenta con una navata coperta a capanna  e un presbiterio ricoperto da una volta a botte. Sulla destra si apre una piccola sacrestia di forma trapezoidale.
L'altare scolpito in legno di noce e di autore ignoto del XVII secolo, copre completamente la parete di fondo. È presente la statua di sant'Apollonia in stoffa e gesso.

## La santa
Apollonia fu una martire di origine egiziana uccisa secondo alcune fonti nel III secolo o secondo altre nel IV ai tempi dell'imperatore Giuliano. Venerata dapprima nella Chiesa d'Oriente, entrò anche in quella d'Occidente che ne fissò la commemorazione prima per il 20 febbraio e poi per il 9 febbraio.
Poiché secondo la tradizione le sarebbero stati strappati i denti o li avrebbe persi in seguito alle percosse ricevute, la santa veniva invocata per combattere il mal di denti e considerata la patrona di dentisti e odontotecnici.